# Lyctinae
Sous-famille
Les Lyctinae sont une sous-famille de coléoptères de la famille des Bostrichidés.

## Genres
La sous-famille des Lyctinae comprend les genres suivants :
- dans la tribu Lictini :
  - Lyctus Fabricius, 1792
  - Acantholyctus
  - Lyctodon
  - Lyctoplites
  - Minthea Pascoe, 1863
  - Lyctoxylon
- dans la tribu Trogoxylini :
  - Trogoxylon
  - Triastaria
  - Lyctopsis
  - Lyctoderma
  - Cephalotoma
  - Phyllyctus

## Prédateurs naturels
- Denops albofasciatus